# Robert Damien
Robert Damien, né le 12 septembre 1949 à Bourg-en-Bresse et mort à le 26 octobre 2017 à Clichy, est un philosophe français.

## Biographie
Après avoir été professeur agrégé de philosophie au lycée de Lons-le-Saunier, il a été élu maître de conférences puis professeur à l'université de Franche-Comté. Il a été élu à l'université Paris-Nanterre en 2006 où il a pris sa retraite en 2013.

## Publications

### Ouvrages en nom propre
- Bibliothèque et État : naissance d'une raison politique dans la France du XVIIe siècle, Paris, PUF, coll. « Questions », 1995[4].
- La Grâce de l’auteur, essai sur la représentation d’une institution publique, l’exemple de la bibliothèque publique, La Versanne, Éditions Encre marine, 2001.
- Le Conseiller du Prince, de Machiavel à nos jours, genèse d’une matrice démocratique, Paris, PUF, coll. « Fondements de la politique », 2003.
- Éloge de l’autorité, généalogie d’une (dé)raison politique, Paris, Armand Colin, coll. « Le temps des idées », 2013.
- Eutopiques : Exercices de méditations physiques, Champ Vallon, Seyssel, coll. « Milieux », 2015.

### Directions d'ouvrages collectifs
- François Dagognet, une philosophie à l'œuvre, Paris, Les empêcheurs de penser en rond, Diff.Seuil, 1998.
- André Tosel et Robert Damien (dir.), L'Action collective, coordination, planification, conseil, Besançon, PUFC/Belles-lettres, 1998.
- R. Dumas, Robert Damien (dir.) et F. Dagognet, Faut-il brûler Régis Debray ?, Champ Vallon, Seyssel, 1999.
- Yves Charles Zarka et Robert Damien (dir.), « Gabriel Naudé, La politique et les mythes de l'histoire de France », Corpus, Paris, Fayard, no 35,‎ 1999.
- Yves Charles Zarka et Robert Damien (dir.), Naudé, Addition à l'histoire de Louis XI, Paris, Fayard, 1999.
- J. P. Cotten, Robert Damien (dir.) et A. Tosel, La Représentation et ses crises, Besançon, PUFC/ Belles-Lettres, 2000.
- L'Expertise, Besançon, PUFC/ Belles-Lettres, 2002.
- Hervé Touboul et Robert Damien (dir.), « Proudhon », Revue Corpus, Paris, no 47,‎ 2004.
- Benoît Hufschmitt et Robert Damien (dir.), Confiance raisonnée et défiance rationnelle, autour de Gaston Bachelard, Besançon, PUFC/Belles Lettres, juin 2006.
- Christian Lazzeri et Robert Damien (dir.), Conflits et confiances dans les philosophies politiques du XXe siècle, Besançon, PUFC/Belles Lettres, octobre 2006.

### Édition
- Qu'est-ce que la propriété ?, Paris, Le livre de poche, 2009Réédition de l'ouvrage de Proudhon avec une présentation et une introduction de Robert Damien et d'Edward Castleton